# パルスロケットエンジン
パルスロケットエンジン(pulsed rocket motor)とは通常は複数のパルス式固体燃料ロケットエンジンを意味する。
この設計は容易には燃焼を停止、再着火できないという固体燃料ロケットの限界を打破する物として期待される。
パルスロケットエンジンはセグメント単位(またはパルス状)に燃焼する。次のセグメント(またはパルス)は搭載されたアルゴリズムまたは計画された指令によって点火される。多段式ロケットとは対照的に全てのセグメントは単一のモーターケース内に納められている
パルスロケットは個々の推進剤のセグメントは分離されて作られる。それぞれのセグメントの間は隔壁により、点火するまで他の隔壁に燃焼が及ばないようになっている。次の推進剤の燃焼の開始により、既に燃え終わった推進剤との隔壁を破壊する。

## パルスロケットの利点
指令によって後続のセグメントに点火する事により推進剤の燃焼を最適な状態に近づける事ができる事である。それぞれのセグメントは異なる推力水準、燃焼時間を持ち、推進剤の用途に応じて比推力、燃焼率、グレイン設計、ノズルの直径を変える事ができる。

## 実例
中国では2パルス式の空対空ミサイルであるPL-12の配備が開始された。.  
高性能ロケットエンジンの適切な設計方法はDefense Acquisition Workforce Improvement Actに収録されている。

## 関連
- パルスジェットエンジン – 単純なジェットエンジンで気体または気化した燃料を間欠に点火して推進力を得る。
- 核パルス推進